# General William Mitchell
Die General William Mitchell (Kennung: AP-114) war ein Truppentransportschiff, das im Zweiten Weltkrieg, im Koreakrieg und im Vietnamkrieg in der United States Navy zum Truppentransport diente. Die General William Mitchell wurde am 31. Oktober 1943 im Auftrag der „Maritime Commission“ von der Federal Shipbuilding and Drydock Company in Kearny vom Stapel gelassen. Das Schiff wurde an diesem Tag nach Billy Mitchell, dem Vater der United States Air Force benannt. Die Schiffstaufe führte Elizabeth Byrd, die wiederverheiratete Witwe von Mitchell, durch. Am 19. Januar 1944 stellte die Navy das Schiff in Dienst. Sie war eins von elf Truppentransportschiffen der General-John-Pope-Klasse, die von 1942 bis 1945 gebaut wurden.
Vom 3. März bis zum 20. August 1944 unternahm die General William Mitchell fünf Hin- und Rücktransporte von Norfolk und New York City nach Casablanca und Liverpool, um Soldaten nach Nordafrika zu transportieren und an der Vorbereitung der alliierten Invasion in Nordfrankreich mitzuwirken. Auf dem Rückweg dieser häufigen Fahrten transportierte sie Gefallene und Rotationstruppen nach Hause in die Vereinigten Staaten.
Im Herbst 1944 und im Frühjahr 1945 lief General William Mitchell zweimal Bombay an, um Truppen im Einsatzgebiet China-Burma-Indien zu verlegen und zu rotieren. Auf der ersten dieser Reisen fuhr sie von New York über Panama und Australien, legte am 7. Oktober in Bombay an, schiffte Veteranen für die Überfahrt nach Australien und Amerika ein und machte schließlich am 17. November 1944 in San Diego fest. Ihre zweite Reise nach Indien führte sie von San Pedro über Tasmanien zur Einschiffung alliierter Truppen und italienischer Kriegsgefangener in Bombay. Anschließend lud sie die Kriegsgefangenen in Melbourne aus, nahm in Neuseeland Ehefrauen und Kinder von US-Soldaten an Bord und kehrte am 3. März 1945 nach San Pedro zurück.
Nach Ende des Zweiten Weltkrieges wurde sie bei der Operation Magic Carpet, dem Rücktransport der US-Truppen in die Vereinigten Staaten, eingesetzt. Von April 1946 bis 1949 fuhr die General William Mitchell von den Häfen der Westküste aus und transportierte Truppen und Versorgungsgüter nach Japan, China, Guam und Hawaii und zurück. Im März 1947 wurde das Schiff in der Marinewerft in Philadelphia für den Friedensbetrieb umgebaut und kehrte dann nach San Francisco zurück, wo es seinen Dienst im Pazifik antrat. Ab der Gründung 1949 des Military Sealift Command gehörte das Schiff zu diesem.
Im Koreakrieg transportierte sie Truppen 1951 bis 1953 von den US-Westküstenhäfen nach Japan und Korea bzw. zurück. In den ersten Jahren des Vietnamkriegs beförderte sie Soldaten nach Japan, Korea, Midway, Okinawa, Taiwan und Guam. Sie wurde auch für den Transport von Militärfamilien vom „Oakland Naval Supply Center“ nach Honolulu eingesetzt. Am 1. Dezember 1966 erfolgte die Außerdienststellung. Die General William Mitchell wurde in die National Defense Reserve Fleet eingegliedert und lag in der Suisun Bay vor Anker. Sie wurde am 29. Juni 1987 für 1.270.000 Dollar zum Abwracken verkauft und 1988 in Taiwan verschrottet.